# WoFo
WoFo (With Others, For Others) is een Belgische band die jazz en wereldmuziek combineert. De band staat onder leiding van saxofonist Michel Mast (X-Legged Sally en Flat Earth Society). De band kende heel wat personeelswissels. Xavier Verhelst, Mattias Laga en Michiel Mast vormden echter steeds de kern van de band.
Voor hun Raymond Scott programma treedt cornetist Jon Birdsong aan als gast.
Op de Erratic Tails cd werd de basisbezetting aangevuld met een strijkerstrio (the Wofettes) bestaand uit Cécile Broché & Anouk Sanczuk (violen) en Eline Duerinck (cello).
De band speelde onder meer op Gent Jazz Festival en Parkjazz.

## Discografie
- 2008 The complete Ham Sessions
- 2009 Tweedt
- 2011 Bark
- 2014 Erratic Tails